# Ubaldo Pantani
Ubaldo Pantani (Cecina, 31 marzo 1971) è un imitatore, comico e attore italiano.

## Biografia
Originario di Querceto di Montecatini Val di Cecina, laureato in Scienze politiche all'Università di Pisa, lavora come attore teatrale nella compagnia di Giorgio Albertazzi e successivamente esordisce in televisione nel programma Macao di Gianni Boncompagni del 1997. In seguito alterna teatro a televisione, guadagnando spazio in Convenscion dal 2000. Nel 2003 partecipa a Nessundorma, programma satirico di Rai 2 condotto da Paola Cortellesi. È stato legato sentimentalmente per oltre cinque anni alla collega Virginia Raffaele ed ha una figlia nata da una precedente relazione.
La sua carriera ha un'impennata quando debutta nella serie Mai dire... nel 2004. Tra i personaggi interpretati spiccano Gigi Buffon, Lapo Elkann, Francesco Sarcina, Massimo Giletti, Stefano Bettarini e vari partecipanti del Grande Fratello. Nel 2009 entra a far parte del cast di Quelli che il calcio e... dove ripropone l'imitazione di Lapo Elkann e crea nuovi personaggi, come il cantante Glabro e la parodia del cuoco della Nazionale italiana di calcio, Claudio Silvestri.
Per la prima volta nella trasmissione Glob - L'osceno del villaggio, in onda su Rai 3, imita il giornalista Marco Travaglio. Dal 26 maggio 2010 è uno dei comici di Stiamo tutti bene condotto da Belén Rodríguez. Il 15 giugno 2013 conduce gli MTV Awards 2013 a Firenze.
Il 26 gennaio 2015 conduce su Rai 2 Árpád Weisz, dallo scudetto ad Auschwitz, uno speciale in occasione del Giorno della Memoria. Dal 29 aprile 2016 è nel cast fisso della settima edizione de I migliori anni. In estate è a Il grande match su Rai 1 per il campionato d'Europa 2016. Appassionato di calcio sin da bambino, è un grandissimo tifoso di Juventus e SPAL.
Da maggio 2023 è nel cast del GialappaShow, nuovo programma della Gialappa's Band su TV8, dove imita tra gli altri Bruno Barbieri, Filippo Bisciglia, Flavio Insinna, Gianluca Torre e Bruno Vespa.
Dal 15 ottobre 2023 è presenza fissa al tavolo del talk show Che tempo che fa di Fabio Fazio in onda su NOVE.

## Imitazioni
- Carlo Ancelotti
- Manuel Agnelli
- Massimiliano Allegri
- Giovanni Allevi
- Corrado Augias
- Bruno Barbieri
- Stefano Bettarini
- Filippo Bisciglia
- Federico Buffa
- Gianluigi Buffon
- Massimo Cacciari
- Rocco Casalino
- Antonio Conte
- Giuseppe Conte
- Roberto D'Agostino
- Paolo Del Debbio
- Costantino della Gherardesca
- Alessandro Di Battista
- Lapo Elkann
- Gianfranco Fini
- Paolo Fox
- Gennaro Gattuso
- Massimo Giletti
- Mario Giordano
- Gonzalo Higuaín
- Flavio Insinna
- Simone Inzaghi
- J-Ax
- Maurizio Martina
- Enzo Miccio
- Gino Paoli
- Enrico Papi
- Stefano Pioli
- Andrea Pirlo
- Matteo Renzi
- Paolo Ruffini
- Matteo Salvini
- Francesco Sarcina
- Maurizio Sarri
- Luciano Spalletti
- Gian Piero Ventura
- Bruno Vespa

## Filmografia
- Manuale d'amore 3, regia di Giovanni Veronesi (2011)
- L'ultima ruota del carro, regia di Giovanni Veronesi (2013)
- La scuola più bella del mondo, regia di Luca Miniero (2014)
- Poveri ma ricchi, regia di Fausto Brizzi (2016)
- Poveri ma ricchissimi, regia di Fausto Brizzi (2017)
- Tutti per 1 - 1 per tutti, regia di Giovanni Veronesi (2020)
- Da grandi, regia di Fausto Brizzi (2023)
- Romantiche, regia di Pilar Fogliati (2023)

## Programmi TV
- Macao (Rai 2, 1997)
- Convenscion (Rai 2, 2000)
- Nessundorma (Rai 2, 2003)
- Mai dire... (Italia 1, 2004)
- Quelli che il calcio (Rai 2,  2009-2021)
- Glob (Rai 3, 2009-2010)
- Stiamo tutti bene (Rai 2, 2010)
- Parla con me (Rai 3, 2010)
- MTV Italia Awards (MTV, 2013)
- Árpád Weisz, dallo scudetto ad Auschwitz (Rai 2, 2015)
- I migliori anni (Rai 1, 2016, 2023-in corso)
- Il grande match (Rai 1, Rai 2, 2016)
- DopoFestival (Rai 1, 2017)
- Quelli che... dopo il TG (Rai 2, 2018)
- Affari tuoi - Viva gli sposi! (Rai 1, 2020-2021)
- Il circolo degli anelli (Rai 2, 2021)
- Tale e quale show (giudice ospite) (Rai 1, 2021-in corso)
- Natale e quale show - Speciale Telethon (Rai 1, 2022)
- GialappaShow (TV8, dal 2023)
- Che tempo che fa (NOVE, dal 2023)